# Taqah
Taqah (ولاية طاقة in arabo), è una città dell'Oman nella regione del Dhofar.